# لاریسا پتریک
لاریسا پتریک (به انگلیسی: Larisa Petrik) ژیمناست زادهٔ ۲۸ اوت ۱۹۴۹ میلادی اهل کشور شوروی است.